# 火野玲
火野玲（Sailor Mars，中文曾譯為火野麗，漫畫版譯為火野蕾依），是日本動漫作品《美少女戰士》的女主角之一，由武內直子創作。系列中，火野玲是以水手服戰士的身分保護太陽系免受邪惡力量的侵害。
火野玲是月野兔發現的第二名水手服戰士，她擁有與火有關的力量、使用符咒的法力、通靈能力以及透視能力。除了《美少女戰士》的主體故事外，火野玲還有兩個不同的漫畫短篇故事—第一個是《卡薩布蘭卡回憶》，完全是關於她和她過去的故事；第二個是跟愛野美奈子共同出現的《阿麗與美奈子的女子學校之戰》，有一些跟她的角色有關的角色歌曲也推出了，包括三款不同內容的單曲CD。
武內直子以她自己作為巫女的個人經歷來描繪火野玲。當武內直子決定讓所有戰士穿著相同的服裝時，她最初被設計有其獨特的裝備，她的高跟鞋是唯一的延續。漫畫中其個性是個冷酷而超然，然而她的個性在幾原邦彥的要求下，於动画改編中發生了翻天覆地的變化，變得火熱與急性子，而且火星的名字也是唯一與原作不同的。

## 人物性格
火野麗首次出現是作為火川神社的一名巫女，並顯示跟那裡生活的兩隻烏鴉有有親緣關係。在漫畫中透露，她於小時候那兩隻烏鴉「告訴」她指他們的名字是火衛一與火衛二（與火星的兩個衛星一樣）。在漫畫中，她被描繪成古老的、帝國的、保守、舊式的、傳統的、認真的、有紀律的、實用的、蔑視男性並且不喜歡現代戀愛關係。
在動漫改編中，火野麗是個有紀律且實際的人。她對流行文化也很感興趣，她擅長音樂演奏，她曾為學校節慶創作歌曲、演奏鋼琴和結他，以及唱歌。火野麗跟月野兔有著一種跌宕起伏的關係，她們之間經常爭辯，雖然這些爭論點通常是很小的。在該系列的早期，阿麗試圖篡奪阿兔作為水手服戰士領袖的地位。然而在後來儘管阿麗確實對阿兔更加忠誠，她的情緒比較略微平靜，她比其漫畫對手更像一個典型的少年。在動畫中，阿麗也傾向於長時間地向阿兔吐舌頭（對方以同樣的反應回覆），作為她們爭論中的笑點。
火野麗跟其他女孩到不同的學校上學，該學校是由修女營辦的天主教學院—T*A私立女子中學。她本人是神道的修煉者，她跟作為首席宮司的祖父居於火川神社，並在那裡工作。火野麗的媽媽在她小時候便去世了，她的父親是一位著名的政治家，比起關心女兒，他更關心自己的工作，他只會在女兒生日當天才會探望她（只在真人版中，他仍然嘗試參與她的生活）。阿麗對他有一定程度的厭惡，特別是在真人版的系列中，而她祖父的角色並沒有出現。
由於在她的生命中缺乏可尊敬的男性人物，以致她對男性的看法普遍偏低。她認為他們情緒疲弱、不值得信任，她並且似乎對戀愛真的不感興趣。唯一的例外是在以她為中心的漫畫番外篇故事《卡薩布蘭卡回憶》中，該故事講述阿麗與她父親的年輕秘書—海堂先生的友誼。由於海堂先生曾說過不喜歡她父親的工作導致阿麗的家人所發生的事，所以他宣布跟另一個女孩訂婚並決定成為一名政治家時，使阿麗感到很震驚。她的感受進一步鞏固的證據日就是當她轉身吻向海堂先生時，問他為何想嫁給這個職業，以及是否受到其父親在政治上的影響力而不選擇跟她結婚。在漫畫中，這是她生命中唯一潛藏的浪漫；在真人版中，由於阿麗毫無疑問地討厭男生，所以並沒有任何類似戀愛的東西顯示出來。只在動畫中出現過，她曾於第一季動畫中跟地場衛「約會」（雖然對方認為他們只是朋友），偶爾似乎跟其祖父的學徒熊田雄一郎建立關係。在第一季倒數第二集中，小麗於死亡的邊緣時，她指自己希望在離開前親吻雄一郎。
後來，死亡月亮馬戲團的成員利用阿麗年輕的自我反思來不斷騷擾著她，嘲笑著她的友誼與她成為女宮司的夢想。那個自我反思告訴她讓她快樂的唯一方法是跟無數的男人一起試試運氣，直到她最終嫁給有錢人。阿麗了打敗這種錯覺，並在此過程中獲得她的水手水晶以及記憶，最終向倩妮迪公主表達出其貞潔的誓言。在意識到這一點之後，她再也沒有對自己缺乏戀愛的興趣有任何的疑慮。這在其他系列中從未被提及過，儘管她於動畫插曲中表達了永遠保持單身的意圖。
阿麗的終身夢想是成為火川神社的首席女宮司，她的大部分生命都受到靈性的影響，特別是在漫畫中。冥想是她的強項，她喜歡算命作為一種業餘的嗜好。其角色的優雅透過最喜歡的科目—古代寫作，以及她最不喜歡的學科—現代社會來作對比，以作進一步的強調。她在學校參與射箭學會，這後來為她最強大的武器提供了背景—火星之箭。阿麗於動畫中也很擅長武術及有才華的滑雪者。至於喜好上，阿麗喜歡河魨、泰國菜、白色百合屬、紅寶石、小蜥蜴、熊貓，並普遍不喜歡男人。漫畫中指她曾喜歡《惡魔人》，在英語版中改為《魔法奇兵》。
在《美少女戰士》中，阿麗在信任別人出現問題，甚至是水手服戰士的同伴，並傾向於過分依賴自己。她說自己討厭卡拉OK（其他女孩都喜歡，特別是阿兔），但後來被美奈子強迫扮成一個偶像。她曾以「火星阿麗」的身分出現過三次：為住院的小孩表演、跟美奈子一起工作，以及跟美奈子進行比賽，為的是阻止她退出其偶像事業。她跟美奈子的關係很複雜；雖然她們經常不同意對方並互相競爭，但她們之間有很大的尊重。美奈子甚至有時會讓她在身邊的時候放鬆警惕，並最終向她傾訴自己作為水手服戰士命運的感受。阿麗被告知她將成為水手服戰士的次級領袖，而且對美奈子的教導交替著欣賞與憤恨。她後來開始意識到黑木美緒（Mio Kuroki）傷害了阿兔，為的只是讓地場衛留在貝爾女王身邊，並在黑暗帝國中跟她對峙。阿麗告訴她放下她的自私心，這鼓勵倩妮迪公主使出銀水晶並給她選擇：容許阿衛跟阿兔見面（即使是一天），或是把關於黑木的事告訴她的朋友（這不會是她的好下場）。黑木只能聰明地選擇讓他們見面，來讓阿麗閉嘴。Sailor Mars利用她的匕首以及Sailor Venus的嘗試以阻止倩妮迪公主摧毀地球。
阿麗在《特別篇的電影》中感受得到黑木美緒捲土重來，並跟露娜一起進行調查。她後來因黑木正在不斷增長的黑暗勢力而喪失了能力。

## 各方面及形式
火野麗作為一個擁有不同的化身、力量、特殊的能力、變身及永恆延長壽命的角色，她能夠幾乎實質上跨越銀千年時代和30世紀這極長的壽命，阿麗隨着系列的進展而獲得多方面的身分及別名。

### 火星公主
根據漫畫，在銀千年時代，Sailor Mars也是其所屬星球—火星的公主。她是有責任保護銀千年的倩妮迪公主的人之一。作為火星公主，她居於火衛一及火衛二城堡，穿着紅色的禮服 — 這種形式出現在原版漫畫及補充藝術中。武內直子曾把她畫到積達的懷抱中。在漫畫中，他至少表達了對她的吸引力，在《美少女戰士Crystal》及美少女戰士音樂劇中很清楚地指出，Sailor Mars跟積達在月亮王國的時候已經相愛了。
在漫畫中，福波斯及戴摩斯其實是來自科洛尼斯星（Planet Coronis）的少女，被派往保護火星公主。她們在現代以烏鴉的形式出現，隨著她小時候第一次來到火川神社時，她們就在阿麗的附近，根據推測是告訴她指她們的名字。福波斯及戴摩斯把火星水晶交給她的時候透露她們的真實形態，並用公主的稱呼來指她。

### 水手服戰士
火野麗是代表著火星的水手服戰士Sailor Mars，她穿著的水手服是紅色和紫色，還有紅色高跟鞋。在漫畫了真人版的系列中，她的腰部有一顆小紅寶石，但隨著升級時消失（概念藝術顯示這應該是一條項鍊，當未變身時不會出現）。她在各系列中獲得了特定的頭銜，包括戰鬥戰士（Soldier of War）、火焰及熱誠的守護者（Guardian of Flame）。她的個性跟她平常的時候並沒有甚麼不同，儘管她在這種形式下無法使用某些力量。
在日本神話中，Sailor Mars的能力是以火為基礎，她的大部分攻擊都是進攻性攻擊。雖然作為女祭司的她擁有一定的通靈能力，並且能夠進行火占卜、感應危險及和征服邪靈。在漫畫中，她是繼Sailor Venus後第二位水手服戰士的領導者。這個事實於真人版系列中尤其重要。
隨著她的力量變得更強大，Sailor Mars獲得額外的力量，並在關鍵點她的制服變化來反映這一點。第一個變化出現於漫畫的第36集裡，當她獲得火星水晶，她的服裝跟Super Sailor Moon相似，但沒有被給予新的頭銜，類似的事件分別在動畫第143集至第152集之間發生。在第三輯僅限漫畫的版本中，有一個類似於永恆Sailor Moon形態的未命名版本（有翅膀的那個）。

## 特別技能與力量
火野麗是少數能夠以常人的方式使用異能的美少女戰士成員之一。這些異能主要是她作為神社少女的角色，這給她更高的靈性以及某些資源。除了一些通靈天賦，包括偶然未受提示的預感。阿麗能夠進行占火術並驅散邪靈。她透過吟唱九個力量的字詞配合相關的手勢以進行「九字真言」表演，然後她會大喊，並拋出一個或多個符咒捲軸。她通常在Sailor Mars的身分時以這個作出攻擊，還有她在平常的時候也能使用此技能。
阿麗必須變身為水手服戰士，然而在此之前她也可以使用異能。她必須向空中拋出變身裝置（變身筆、手鐲、變身棒或水晶），並喊出一個特殊的口號來變身，最初是「火星力量，變身！」。隨著她變得更加強大並獲得新的變身裝置，其變身口號轉為「火星星光力量」、「火星行星力量」及「火星水晶力量」。
Sailor Mars有能力製造和控制火。她在各個系列中的力量名稱都有些不一致—在漫畫的第一輯中，她會說：「惡靈退散」，同一短語她也會在未變身的時候用於護身符，以作為她的火力攻擊。動畫中，她會以食指射出一個火球然後叫喊「火焰聖靈」。在真人版中，她大喊「惡靈退散」。這個基本必殺技進化為「火焰鳳凰聖靈」（只在第二輯動畫出現）。在漫畫及《美少女戰士Crystal》動畫中也有以動物為基礎攻擊的「蛇火炎」，但它分別直到第三輯故事及第三季才出現。在所有版本中，她的首個攻擊是相同的，名為「火舞曼陀羅」，它隨著Sailor Mars的召喚，把火熱的戒指與佛教象徵意義融合了。她對自己的必殺技不能免疫，故她能於動畫中用以作為自殺行動。
Sailor Mars最後並最強大的力量於第四輯故事中出現，她展示第二個水手服戰士的形態（動畫中的超級Sailor Mars）。在系列中這一點上，她獲得了一種特殊的武器—「火星之箭」，配合她的必殺技—「火星烈焰飛箭」，這就是她於系列中持續的主要攻擊。在漫畫中，火星水晶與火星之箭是她最重要的魔法物品。前者是她的水手水晶，是她所有力量泉源；後者跟她作為射手的技巧有關，雖然她沒有實在的弓，但她回憶起海王美智留給她的建議：「（若）你認為你被敵人利用了，在你的靈魂中伸展一條線，然後以你全身的力量和精神，射出你終結一擊的箭頭！」在《真人版電視劇》中，她從阿提密斯那裡獲得類似鈴鼓的武器，稱為「水手之星鈴鼓」。在最後一戰中，她的鈴鼓變成了一把匕首，她與Sailor Venus類似的匕首一同使用。在《特別篇》中，Sailor Venus也能使用這兩種武器。

### 變身力量
| 版本          | 日文原版 | 英文                         | 中文                 |
| 漫畫版        |          |                              |                      |
| ------------- | -------- | ---------------------------- | -------------------- |
| 第1階段       |          | Mars Power, Make up!         | 火星力量，變身！     |
| 第2階段       |          | Mars Star Power, Make Up!    | 火星星光力量，變身！ |
| 第3階段       |          | Mars Planet Power, Make Up!  | 火星行星力量，變身！ |
| 第4階段       |          | Mars Crystal Power, Make Up! | 火星水晶力量，變身！ |
| 動畫版        |          |                              |                      |
| 第1階段       |          | Mars Power, Make up!         | 火星力量，變身！     |
| 第2階段       |          | Mars Star Power, Make Up!    | 火星星光力量，變身！ |
| 第3階段       |          | Mars Crystal Power, Make Up! | 火星水晶力量，變身！ |
| 真人版        |          |                              |                      |
|               |          | Mars Power, Make up!         | 火星力量，變身！     |
| Crystal動畫版 |          |                              |                      |
| 第1階段       |          | Mars Power, Make up!         | 火星力量，變身！     |
| 第2階段       |          | Mars Star Power, Make Up!    | 火星星光力量，變身！ |
| 第3階段       |          | Mars Planet Power, Make Up!  | 火星行星力量，變身！ |

### 必殺技

#### 動畫版
| 90年代動畫版 | 90年代動畫版                 | 90年代動畫版        | 90年代動畫版                                                     | 90年代動畫版          | 90年代動畫版     | 90年代動畫版              | 90年代動畫版 |
| 初次出現集數 | 日文原版                     | 英語 (Viz版本)      | 台灣翻譯 (華視)                                                  | 台灣翻譯 (MOMO親子台) | 香港翻譯 (TVB)   | 大陆翻译                  |              |
| --- | ---------------------------- | ------------------- | ---------------------------------------------------------------- | --------------------- | ---------------- | ------------------------- | ------------ |
| 10 |                              | Evil Spirit, Begone | 惡魔，滾開                                                       | 惡靈退散              | 惡靈退散         | 惡靈退散                  |              |
| 左手指尖在臉前夾着惡靈退散神符，念入九字真言（临兵斗者皆阵列在前）將火神的神力附在神符上後投擲出去，貼付在敵人身上，封鎖敵人的邪氣。能使敵人的妖術無效，或使敵人動彈不得。 |                              |                     |                                                                  |                       |                  |                           |              |
| 10 |                              | Fire Soul           | 火焰精靈 火焰功 火焰神功 火焰聖靈 精靈之火 火焰靈魂神功 月光火焰 | 火焰聖靈              | 火焰飛散         | 火雷神，出擊！ 火神，放！ |              |
| 雙手緊握在一起結成手印，並將精神力高度集中在食指上，食指上創造出一團滾燙的旋轉火球後呈螺旋狀飛射出去，形成旋涡狀的湍流火焰攻擊敵人。 |                              |                     |                                                                  |                       |                  |                           |              |
| 54 |                              | Fire Soul Bird      | 火焰靈魂火鳥                                                     | 火焰鳳凰聖靈          | 火焰飛散Firebird | 火雷神，出擊！            |              |
| 火焰聖靈的升級版。將念入驅魔咒的惡靈退散神符投擲出去，并釋放出火焰聖靈將其焚燒後，創造出一隻火焰鳳凰鸣叫着飛向敵人。火焰鳳凰具有主動避開敵人攻擊的能力。 |                              |                     |                                                                  |                       |                  |                           |              |
| 63 |                              | Burning Mandala     | 燃燒曼陀羅 燃燒的曼陀羅 (VCD)                                    | 火舞曼陀羅            | 火舞曼陀羅       | 火雷神，出擊！            |              |
| 左手食指帶着火焰圍繞自身描絵出一個大火圈來，大火圈形成八個燃燒的刻着梵文的曼陀羅圖像，隨後曼陀羅圖像的火焰一起集中在伸向前方的双手上，一瞬間双手快速發射出八個灼熱的光圈斬擊敵人。 |                              |                     |                                                                  |                       |                  |                           |              |
| 152 |                              | Mars Flame Sniper   | 戰神火星弧焰狙擊手                                               | 火星烈焰狙擊手        | 火星烈焰飛箭     |                           |              |
| 右手手掌出現的火星符號放出左右搖擺的火焰，形成一支赤紅的光之箭矢和火焰之弓，在雙眼瞄準目標後一鼓作氣將火焰能量集中在箭矢上發射出去。 命中的目標將被烈火焚燒。缺點是當風逆向吹返的時候使用者會被箭矢的烈火燒焦。射出的箭矢多為發光的平面體，而在《美少女戰士Sailor Stars》第171話中是旋轉的四面體。 |                              |                     |                                                                  |                       |                  |                           |              |
| Crystal（新版動畫） |                              |                     |                                                                  |                       |                  |                           |              |
| 初次出現回數 | 日文原版                     | 英語 (Viz版本)      | 台灣翻譯 (台視HD)                                                | 香港翻譯 (ViuTV)      |                  |                           |              |
| 3 |                              | Evil Spirit, Begone | 惡靈退散                                                         | 惡靈退散              |                  |                           |              |
| 單手指尖夾着惡靈退散神符描繪出一個藍色的圓圈，圓圈瞬間轉化為火焰朝着前方投射出去，焚燒敵人。 |                              |                     |                                                                  |                       |                  |                           |              |
| 15 |                              | Burning Mandala     | 燃燒曼陀羅                                                       | 火舞曼陀羅            |                  |                           |              |
| 將產生火焰的左手朝逆時針方向描出一個圓形，創造出附有八個燃烧着巨大火球的曼陀羅背景圖像，雙手伸向前方後火球順次朝敵人飛去，將敵人罩在烈火中。第三期改為和舊版動畫一樣的招式，只是把光圈改成了火球。                                                                                                 |                              |                     |                                                                  |                       |                  |                           |              |
| 28 |                              | Mars Snake Fire     | 火星蛇火炎                                                       | 火舞烈焰吞噬          |                  |                           |              |
| 在冥想中將指尖點亮火光，隨即將召喚出來的火焰蛇神依附在自己身上，身體旋轉一周後單手對着前方釋放出巨大的蛇形火焰將敵人吞噬。 |                              |                     |                                                                  |                       |                  |                           |              |
| Eternal 劇場動畫版 |                              |                     |                                                                  |                       |                  |                           |              |
| | マーズ・フレイム・スナイパー | Mars Flame Sniper   |                                                                  |                       |                  |                           |              |
| 右手手掌出现的火星符号发出左右游动的火光，然后以蹲下的姿势拉动右手手掌产生的光焰之弓，并将火焰的能量聚集在火星神箭上后将火星神箭对着目标发射出去。火星神箭是薄红色的发光体，击中目标后会释放出火焰。                                                                                               |                              |                     |                                                                  |                       |                  |                           |              |

#### 真人版
| 3 |  | Demons Disperse     | 妖魔退散   |
| 雙手間創造出炙熱的火球，向敵人投擲出去。戰士之力覺醒時，雙手投射出像火焰喷射器那樣的猛烈火焰將敵人焚燒。                                                                   |  |                     |            |
| 4 |  | Evil Spirit, Begone | 惡靈退散   |
| 雙臂各朝90度旋轉一周后，左右手掌組合在一起伸向前方，瞬間發射出大量的惡靈退散神符回转着朝敵人飛去。                                                                         |  |                     |            |
| 48 |  | Burning Mandala     | 燃燒曼陀羅 |
| 雙手在眼前舞動，召喚出八個圍在自己身邊的白色光球，瞬间将其轉化為被火焰燃烧的金屬質感曼陀羅背景，隨後将火焰能量集中在雙手之間後立即蹲下，从右手發射出一道烈焰光束焚燒敵人。 |  |                     |            |

#### 漫畫版
| 日文原版 | 英語              | 大然文化                                          | 天下出版       | 中国对外翻译出版                                   |
| -------- | ----------------- | ------------------------------------------------- | -------------- | -------------------------------------------------- |
|          | Akuryo Taisan     | 惡靈退散                                          | 惡靈退散       | 惡靈退散                                           |
|          | Burning Mandala   | 燃燒曼陀羅                                        | 火燒曼荼羅     | 火焰喷射                                           |
|          | Mars Snake Fire   | 蛇火炎                                            | 蛇火炎         | 蛇火炎                                             |
|          | Mars Flame Sniper | 火星·烈焰攻擊！ 火星！熱力攻擊！ 火星！火焰攻擊！ | 火星烈焰狙魔箭 | 火星·狙击手·发射！ 火星！狙擊手！ 火星·烈焰·狙击！ |

## 發展
阿麗並沒有於《水手戰士V》的動畫原創提案中被命名，但有一個以相同的神社少女服裝出現的角色，名叫夜野雅（夜野みやび），其名字的意思為「夜的優雅」。作者武內直子透露這個角色最終成為了阿麗，她並寫道這作為神社少女的角色，其靈感是來自她自己於中學時期在芝大神宮（Shiba Daijingu Shrine）工作的經歷。她還指自己經常被神社的顧客「擊中」，她把這惱怒的來源延續到角色的生活當中。
故事設定阿麗日常生活及工作的「火川神社」是位於麻布十番的其中一家神社，那是基於現實中東京赤坂的氷川神社而設。在日本漢字中，「氷」意指為「冰」，由於需要反映跟阿麗與火有關的力量，所以就改成「火川神社」。
Sailor Mars的原始制服的設計就如其他戰士般，完全獨一無二。它具有後備弓、雙肩護甲、板狀的盔甲、精緻的珠寶和鑲金邊的面具。其標誌性高跟鞋也經已存在。後來，武內直子對這些草圖感到驚訝，並表示自己也記不起曾繪畫它們。在設計中段的時候，早期漫畫中的腰間吊墜也有意在平時作為項鍊佩戴。土井仁志指幾原邦彥在動畫中負責很多阿麗在個性上轉變的工作。
在日本漢字中，阿麗的姓氏被翻譯為火野，而她的名字是片假名，它的含義可能是包括：靈、儷、冷及零。由於片假名是通常用於外國借用語的字母，它也可以用作洋名，例如Raye（確實用於美洲大陸本地使用過），或是Rae。在該系列的中文版（動漫和漫畫）中，其名字被翻譯為「麗」，跟「Rei」具有相同的音標，有美麗的意思。此外，她的整個名稱的結構為相關語，這樣她的名字也可以被理解為「火的射線」。
有指她作為Sailor Mars的裝束是跟她作為巫女的長袍顏色互相呼應，而她是唯一與傳統相關的角色。

## 聲演及演出
在日本電視動畫中，火野麗的角色是由富澤美智惠聲演，她後來說在《美少女戰士》中工作對她來說「完全就像魔術」。佐藤利奈於《美少女戰士Crystal》及所有媒體中聲演該角色。
在美少女戰士音樂劇中，阿麗由10位女演員飾演，分別為：中山博子（Hiroko Nakayama）、小谷三紗子（Misako Kotani）、梅宮明日香（Asuka Umemiya）、酒井裕美（Hiromi Sakai）、神田惠理（Eri Kanda）、吉田惠美（Megumi Yoshida）、川崎愛子（Aiko Kawasaki）、本間理紗（Risa Honma）、七木奏音（Kanon Nanaki）、小林凱倫（Karen Kobayashi），此外，高山一實、寺田蘭斯（Ranze Terada）、平井琴美（Kotomi Hirai）、二宮響子（Kyoko Ninomiya）及 長谷川唯（Yui Hasegawa）、早川聖來也曾飾演此角。
在《美少女戰士真人版電視劇》中，火野麗是由北川景子飾演。另外，水黒遥日（Haruhi Mizukuro）、田中明（kira Tanaka）分別飾演在兒時回憶及童年照片中的阿麗。

## 評價
火野麗這個角色受到漫畫讀者的歡迎。

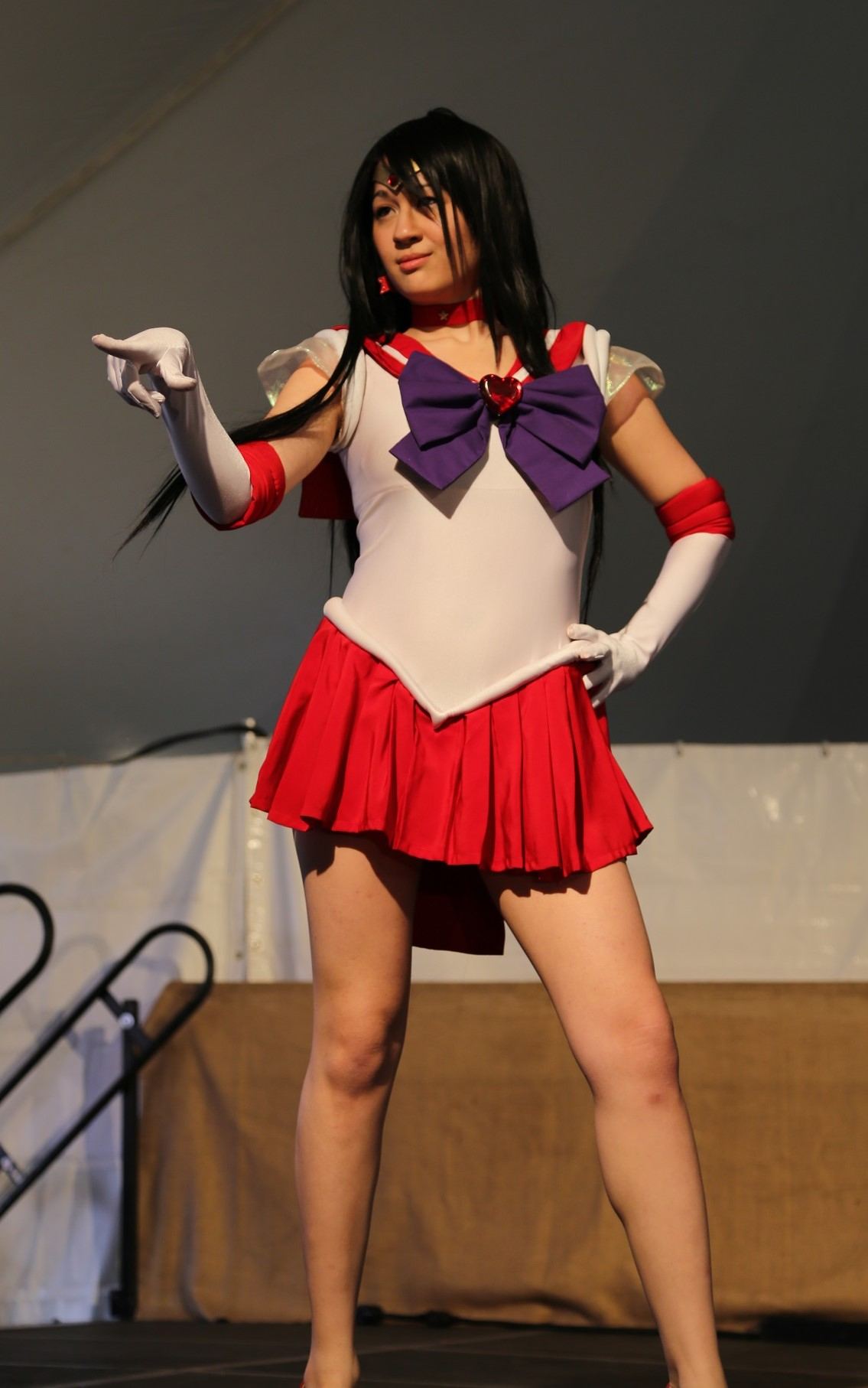
Sailor Mars成為了Cosplay的流行主題。

《美少女戰士》的官方人氣調查把火野麗與Sailor Mars分開列作獨立個體。1992年，讀者們從38個選擇中把她們排名於第13位及第14位。一年後（1993年），在50個選擇中，Sailor Mars仍然居於最受歡迎的第14位，而阿麗則下跌至第15位。1994年，阿麗於51個選擇中成為最受歡迎的角色第20位，而Sailor Mars則是第22位，兩個角色之間的差距超過3,000票。1996年初，在51個選擇中，Sailor Mars位列最受歡迎角色的第31位，而阿麗則是第32位。在1993年《Animage》的民意調查中，她排行第六位。她在1994年下跌至第十位。
《美少女戰士》曾推出一套五本書的系列，Sailor Moon及每名水手服戰士都各自有一本，火野麗的那本於1996年發布。那本書後來被Mixx翻譯成英文版本，Sailor Mars獲得了力量的情節由Mixx製成小說。根據其角色發布的商品包括T恤、時尚娃娃、閃卡貼紙、扭蛋及夾娃娃機。《新世紀福音戰士》的綾波麗也是以火野麗而命名。她也被非日本媒體引用：如DC漫畫角色火星獵人簡要地假設那日本女記者的形象名為阿麗，而蝙蝠俠指該名字是個「表明真相的事物」。